# Glebitzsch
Glebitzsch este o comună din landul Saxonia-Anhalt, Germania.